# José Alberto Batiz
José Alberto Batiz es un músico español, guitarrista que ha colaborado en multitud de bandas de rock españolas, sobre todo de la escena del País Vasco. Considerado por muchos uno de los mejores guitarristas de España,[cita requerida] ha sido miembro, entre otros, de Akelarre allá por los 90 o Fito & Fitipaldis, y ha colaborado, en discos de, entre otros, Platero y Tú, Extrechinato y Tú, Extremoduro. También ha colaborado en directo con el grupo vizcaíno Gatibu.

## Discografía

### Con Fito & Fitipaldis
- A puerta cerrada (1998)
- Los sueños locos (2001)
- Lo más lejos a tu lado  (2003)
- Vivo... para contarlo  (2004, Directo)

- Datos: Q5937411